# Tata Xenon
A Tata Xenon a Tata Motors 2007-től gyártott pickupja. A bolognai autókiállításon mutatták be 2006-ban. Az 1988–2007 között gyártott Tata TL utóda – annak továbbfejlesztett, áttervezett változata. A járműbe új fejlesztésű, 2,2 l-es, 103 kW (140 LE) teljesítményű, közös nyomócsöves (Common Rail) befecskendezési rendszert alkalmazó, turbófeltöltős dízelmotor került.

## Műszaki adatok

### Méretek
Szimpla kabin esetén:
- Hossz: 4800 mm
- Magasság: 1765 mm
- Szélesség: 1860 mm
- Tengelytáv: 2825
- Platószélesség: 1414 mm
- Platóhosszúság: 1880 mm
- Első nyomtáv: 1571 mm
- Hátsó nyomtáv: 1571 mm
- Szabad magasság:200 mm

Dupla kabin esetén:
- Hossz: 5125 mm
- Magasság: 1765 mm
- Szélesség: 1860 mm
- Tengelytáv: 3150 mm
- Platószélesség: 1414 mm
- Platóhosszúság: 1429 mm
- Első és hátsó nyomtáv: 1571 mm
- Szabad magasság: 200 mm

### Motor
- Típusa: Dicor 05 Turbo Diesel, közvetlen befecskendezésű, Euro 4-es dízelmotor
- Hengerek száma: 4
- Hengerűrtartalom: 2179 cm³
- Kompresszió arány: 17,2
- Maximális teljesítmény: 103 kW (140LE), 4000/perc fordulatszámon
- Maximális forgatónyomaték: 320 Nm, 1700–2700/perc fordulatszám tartományban
- CO2-kibocsátás: 219 g/km
- Üzemanyag fogyasztás: város 9,6 / országút: 7,5 / vegyes: 8,3

## Futómű
Váltó
- 5 szinkronizált előrementi + 5 szinkronizált terepfokozat + hátramenti
Kerékhajtás
- hátsókerék hajtás + menet közben elektronikusan kapcsolható négykerék-hajtás, felező
Differenciál
- részlegesen önzáró SPEER differenciál

## Egyéb jellemzők
Kormánymű
- szervokormány
Fordulókör-átmérő (m)
- 11
Első felfüggesztés
- Független, dupla keresztlengőkaros felfüggesztés torziós rugókkal
Hátsó felfüggesztés
- laprugók, merev tengely
Fékrendszer
- duplakörös, hidraulikus rásegítővel
Fékek
- elöl belső hűtésű tárcsa-/hátul dodfék
Kerekek és abroncsok
- 215/75 R15 104 Q – 205/80 R16 104 Q – 215/75 R16 104 Q
Ülésvariációk
- 2 vagy 5
Üzemanyagtartály (l)
- 65